# Бангао (пещера)
Бангао (англ. Bangao Mummy Cave) — пещера мумий на острове Лусон, Филиппины.
Бангао — одна из нескольких погребальных пещер, находится в семи километрах к северу от деревни Кабаян, в предгорьях горы Табайок (англ.  Mt Tabayoc ). Пещеры-могильники скрыты в лесах, точное месторасположение известно лишь старейшинам ибалои.
К пещере Бангао, где находятся пять гробов с мумиями, ведёт 45-минутный подъем из посёлка Бангао.
По поводу даты захоронения учёные расходятся во мнениях. Некоторые полагают, что мумии были созданы и захоронены в пещерах народом ибалои между 1200 и 1500 годами н. э., другие считают, что практика мумификации датируются 2000 годом до н. э.. Одно лишь не вызывает сомнений, — когда испанцы колонизировали Филиппины в 1500-х годах, практика изготовления мумий прекратилась.